# Phil Chenier
Philip Chenier, né le 30 octobre 1950 à Berkeley en Californie, est un ancien joueur professionnel de basket-ball. Après avoir joué au lycée de Berkeley, puis à l'université de Californie à Berkeley, Chenier est sélectionné lors de la Hardship draft par les Bullets de Washington en 1971. Il remporte le titre NBA avec les Bullets en 1978. En 1979, les Bullets se séparent de Chenier. Il joue ensuite avec les Pacers de l'Indiana en 1979-1980, puis avec les Warriors de Golden State en 1980-1981 avant de prendre sa retraite. 
Chenier est nommé en 1972 dans la NBA All-Rookie Team, compile une moyenne de 17,2 points par match sur l'ensemble de sa carrière et est à trois reprises nommé All-Star. Il commente les matchs des Washington Bullets et des Washington Wizards durant de nombreuses années, travaillant désormais pour Comcast Sports Net en compagnie de Steve Buckhantz. 
Le 23 mars 2018, Phil Chenier voit son numéro 45 retiré par les Wizards de Washington.